# Dead (músico)
Per Yngve Ohlin (16 de janeiro de 1969 - 8 de abril de 1991), mais conhecido por seu nome artístico Dead e o apelido de "Pelle", foi um músico sueco, mais conhecido por ter sido vocalista e letrista da banda norueguesa de black metal Mayhem. Antes do Mayhem, ele também se apresentou como vocalista na banda sueca de death metal Morbid.
Dead era uma figura popular da cena black metal norueguesa e seu legado permanece proeminente no gênero até hoje. Era conhecido por sua personalidade depressiva, mórbida e obsessão pela morte, o que foi uma inspiração direta para seu nome artístico.

## Biografia

### Infância e juventude
Per Yngve Ohlin, às vezes também conhecido como "Pelle", nasceu em 1969 em Västerhaninge, Suécia, filho dos pais Anita Forsberg e Lars Ohlin, que se divorciaram logo após seu nascimento. Sofria de apneia do sono na infância. Aos 10 anos, sofreu hemorragia interna devido ao rompimento do baço após, segundo ele, sofrer um  acidente no gelo (embora fontes próximas a sua família informem que este acidente, foi em realidade, ocasionado por intimidação física sofrida por ele na escola), sendo levado para um hospital, onde foi por um tempo dado clinicamente como morto. Após essa experiência de quase-morte, depois de alguns anos, o incidente resultou em um fascínio pela morte e inspirou seu nome artístico.

### Carreira
Em 1986, fundou o grupo sueco de death e black metal Morbid, com o qual gravou a demo December Moon. Pouco depois, ele percebeu que a banda não tinha futuro. Foi nesse período que o interesse de se juntar ao grupo norueguês de black metal Mayhem surgiu. Dead se comunicava com os integrantes da banda por carta. De acordo com o baixista do Mayhem, Jørn 'Necrobutcher', para entrar no grupo, Pelle enviou-lhes um pequeno pacote contendo uma fita demo, uma carta e um rato crucificado em estado de putrefação. Embora eles tenham achado estranho, Dead conseguiu chamar a atenção da banda e foi escolhido na hora como vocalista. Ohlin mudou-se para a Noruega e se juntou à banda no início de 1988.
Em um monólogo de Jan Axel Blomberg, mais conhecido com Hellhammer, o baterista e único membro remanescente da formação clássica do Mayhem, disse que ele foi o primeiro músico de black metal a usar o corpse paint, e por isso era conhecido como Dead ("morto"). Nos concertos, Dead usava uma bolsa com um cadáver de corvo no interior para sentir, segundo ele, "a essência da morte". Vestia roupas que anteriormente tinha enterrado para estas obterem um aspecto de decomposição.
Também costumava se cortar com facas de caça e vidro quebrado. Durante um show em Sarpsborg, em 1990, os cortes foram tão profundos que ele teve de ser levado ao hospital por causa da severa perda de sangue.
Dead fez uma breve aparição no videoclipe da canção "Bewitched" da banda sueca Candlemass, onde ele aparece atrás do vocalista Messiah Marcolin.

### Performances
Para os concertos, Dead fez um grande esforço para conseguir a imagem e atmosfera que ele desejava. Desde o início de sua carreira, ele era conhecido por usar "corpse paint", que o envolvia cobrindo o rosto com maquiagem preta e branca. De acordo com Necrobutcher, "Não teve nada a ver com as maquiagens do Kiss e do Alice Cooper. Dead realmente queria parecer um cadáver. Ele não fez isso para parecer legal". Segundo Hellhammer, Dead "Foi o primeiro artista do black metal a usar corpse paint". Para completar sua imagem de cadáver, Dead enterrava as roupas de palco e as desenterrava novamente para usar na noite de um concerto. De acordo com Hellhammer: "Antes dos shows, Dead enterrava suas roupas para que pudessem começar a apodrecer e obter aquele cheiro grave. Ele era um cadáver em um palco. Uma vez ele até mesmo nos pediu para enterrá-lo no solo - ele queria que sua pele se tornasse o mais pálida possível.
Durante uma turnê com o Mayhem, ele encontrou um corvo morto e manteve-o em um saco plástico. Ele sempre o carregava com ele e inalava a ave antes de subir ao palco, para cantar "com o cheiro da morte em suas narinas". Também mantinha aves mortas debaixo de sua cama.
Dead gostava de se cortar ao cantar no palco. Durante um show em 1990, ele cortou o braço dele com uma garrafa quebrada. Bård "Faust" Eithun, baterista do Emperor, afirmou que Dead teve que ser levado para o hospital após o show, mas chegou tarde demais e por isso não adiantava dar pontos no ferimento.

## Personalidade
Segundo Hellhammer, Dead se trancava em seu quarto e vivia sempre deprimido. Era fascinado pela morte, acreditava que a vida era somente um sonho, era um fanático pelos castelos Cárpatos e porfiria (devido a ligação da doença com o folclore vampirico), além disso dizia ser de outra realidade. A sua banda favorita era Sodom, dos quais possuía uma camiseta que habitualmente usava, sendo também apreciador da brasileira Sarcófago. Em entrevista, vários músicos descreveram Dead como uma pessoa estranha, introvertida, mórbida e melancólica. Além de sua grave depressão, foi levantada à possibilidade de que Pelle poderia estar sofrendo Síndrome de Cotard, uma condição mental muito rara que se manifesta na crença de que o corpo não é de um ser humano vivo, mas de um cadáver; essa teoria é apoiada por uma variedade de declarações de Dead sobre o assunto de seu sangue e seu corpo.
Hellhammer, companheiro de banda no Mayhem, o descreveu como: "uma personalidade muito estranha, depressiva, melancólica e sombria."
O guitarrista Euronymous disse certa vez, a respeito de Ohlin: "Eu honestamente penso que o Dead é mentalmente insano. De que outro jeito posso descrever um cara que não come para sentir as dores da fome? Ou que usa camisetas com anúncios fúnebres?"
Segundo Bård "Faust" Eithun, baterista do Emperor: "Dead não era uma pessoa que podia se conhecer bem. Era difícil se aproximar dele. Tinha muitas ideias estranhas. Eu lembro do Aarseth falando dele, dizendo que ele não tinha senso de humor. Tinha, mas era muito obscuro. Honestamente, eu não acho que ele estava gostando da vida nesse mundo."
Stian "Occultus" Johannsen, que brevemente assumiu como vocalista do Mayhem após o suicídio de Dead, observou que Dead nem mesmo possuía uma percepção normal de si mesmo: "Ele [Dead] não se via como humano; ele se via como uma criatura de outro mundo. Disse que teve muitas visões de que seu sangue congelou em suas veias, que ele estava morto. Essa é a razão pela qual ele adotou esse nome. Ele sabia que iria morrer."
De acordo com um amigo de longa data de Dead conhecido como "Old Nick", Pelle não gostava de tecnologia. Ele sempre escrevia cartas para si mesmo ou para outras pessoas usando o estilo à mão e nunca recorria ao uso de um computador. "Old Nick" concluiu que: "a tecnologia em geral o deixava [se] desconfortável. Ele simplesmente a rejeitava, encontrando refúgio [em vez disso] em um mundo feito de florestas e bosques". Também tinha um interesse incomum com a porfiria devido à sua conexão com a mitologia do vampirismo.

## Auto-mutilação e suicídio
Euronymous, o guitarrista, e Dead não se davam muito bem e as discussões acabavam em brigas. Um dia, Hellhammer decidiu ir a Oslo com amigos e antes de partir encontrou Dead, que estava carrancudo e deprimido, ele disse: "Veja, eu comprei uma faca enorme. Ela está muito afiada". Aquelas foram as últimas palavras que Hellhammer ouviu dele antes de sua morte. O baixista Necrobutcher disse que, após viverem juntos por um período, Dead e Euronymous "se estressavam muito um com o outro" e "não eram amigos de verdade na época". Hellhammer recorda que uma vez Dead foi dormir na floresta porque Euronymous estava tocando música sintetizada que Dead odiava. Euronymous, então, saiu da casa e começou a atirar no ar com uma espingarda. Varg Vikernes afirma que Dead chegou a esfaquear Euronymous durante uma briga.
Em 1990, os membros do Mayhem passaram a morar em uma casa numa floresta próxima a Kråkstad, a qual era usada para os ensaios da banda. Com o tempo, a situação social de Dead e seu fascínio pela morte fizeram com que seu estado depressivo piorasse. Ele tentaria se cortar enquanto estava com seus amigos. Embora isso tenha incomodado alguns de seus companheiros de banda, Euronymous ficou fascinado com as tendências suicidas de Dead - aparentemente porque se encaixava na imagem do Mayhem - e, segundo alguns membros da banda, Euronymous encorajou Dead a se matar. Manheim disse: "Não sei se Øystein fez isso por puro mal ou se ele estava apenas brincando". Segundo Hellhammer, Dead passava grande parte do tempo escrevendo cartas e desenhando. "Ele apenas sentava em seu quarto e ficava cada vez mais deprimido".  
Em 8 de abril de 1991, enquanto estava sozinho na casa da banda, Dead cometeu suicídio aos 22 anos quando usou uma faca de caça para cortar seus pulsos e garganta e depois atirou na própria testa com uma espingarda. Antes de cometer suicídio, Dead deixou uma nota escrita que começava dizendo: "Desculpe pelo sangue..."
| “ | Nota de suicídio de Dead Desculpe pelo sangue, mas eu cortei meus pulsos e pescoço. A intenção era que eu morresse na floresta para que demorasse alguns dias antes de ser possivelmente encontrado. Eu pertenço à floresta e sempre pertenci. Ninguém vai entender o motivo disso de qualquer maneira. Para dar alguma aparência de explicação, eu não sou um humano, isso é apenas um sonho e logo vou acordar. Estava muito frio e o sangue continuava coagulando, além disso, minha nova faca é muito cega. Se eu não conseguir morrer para a faca, vou explodir toda a merda da minha cabeça. No entanto, não sei. Deixei todas as minhas letras com "let the party begin" - mais o resto do dinheiro. Quem encontrar leva a porra da coisa. Como última saudação, apresento "Life Eternal". Faça o que quiser com essa merda. Pelle. Eu não pensei nisso agora, mas dezessete anos atrás. | ” |

O corpo de Dead foi encontrado por Euronymous, que teve de entrar na casa da banda pela janela porque estava sem as chaves. Ao descobrir o corpo de Dead, Euronymous foi até a cidade, comprou uma câmera, tirou fotos do cadáver do ex-companheiro de banda e usou uma delas como capa do futuro álbum do Mayhem, chamado Dawn of the Black Hearts. Euronymous admitiu ter mudado algumas coisas, como colocar a faca e a espingarda perto do corpo, para tornar a imagem mais chocante.
Um obituário de um jornal sueco afirmou que o funeral de Dead foi realizado em Österhaninge kyrka (Igreja Oriental de Haninge) na sexta-feira, 26 de abril de 1991. Ohlin foi sepultado nos planos de Österhaninge (cemitério de Eastern Haninge), em Estocolmo.

## Legado
O suicídio de Dead causou "uma mudança de mentalidade" na cena do black metal da Noruega, e foi o primeiro de uma série de eventos infames realizados por seus membros.
Euronymous usou o suicídio de Dead para promover a imagem "maligna" do Mayhem, e afirmou que Dead havia se matado porque o black metal se tornou "modinha" e comercial.
Na época, surgiram boatos de que Euronymous teria feito um ensopado com pedações do cérebro de Dead e tinha feito colares com pedaços de seu crânio. Posteriormente a banda negou o primeiro boato, mas confirmaram que o último era verdade um tempo depois. Além disso, Euronymous afirmara que tinha dado estes colares a músicos que ele julgava dignos, o que foi confirmado por inúmeros membros da cena, como Bård Faust, Eithun e Metalion.
O baixista Necrobutcher alegou que Euronymous "entrou num mundo de fantasia" após a morte de Dead. Necrobutcher também notou que "as pessoas começaram a ficar mais cientes da cena do black metal após Dead se matar..." Ele afirmou: "Eu acho que foi o suicídio dele que realmente mudou a cena". O baterista Bård Faust do Emperor acredita que foi o suicídio de Dead que "marcou o ponto no qual, sob a direção de Euronymous, o black metal iniciou sua obsessão com toda aquela coisa satânica e obscura." Kjetil Manheim  afirma que, após o suicídio de Dead, Euronymous  "tentou ser tão extremo quanto ele falava".
O suicídio de Dead causou uma rixa entre Euronymous e alguns de seus amigos, que ficaram revoltados com sua atitude em relação a Dead antes do suicídio e seu comportamento depois. Necrobutcher terminou sua amizade com Euronymous e deixou o Mayhem. Necrobutcher especulou que tirar as fotos e forçar outras pessoas a vê-las era uma maneira de Euronymous lidar com o choque de ver o cadáver de seu amigo. Manheim depois especulou que Euronymous havia deliberadamente deixado Dead sozinho em casa para que ele tivesse a chance de se matar.
Depois que Hellhammer desenvolveu as fotos do suicídio, Euronymous inicialmente prometeu destruí-las, mas em última análise, não o fez. Ele os guardou em um envelope em sua loja de discos Helvete e enviou uma para o dono da Warmaster Records, o que resultou em seu uso como capa do álbum do bootleg ao vivo The Dawn of the Black Hearts, que foi lançado em 1995. A capa do álbum Live in Leipzig do Mayhem contém parte da nota de suicídio de Dead: "Jag är inte en människa. Det här är bara en dröm, och snart vaknar jag." (Traduzido grosseiramente: "não sou um ser humano. Isso é apenas um sonho, e logo vou acordar.")
A Roadrunner Records o listou na 48ª posição no ranking "Os 50 Melhores Vocalistas de Metal de Todos Os Tempos".

## Discografia
| Título                   | Banda  | Lançamento              |
| ------------------------ | ------ | ----------------------- |
| Morbid Rehearsal         | Morbid | 7 de Agosto de 1987     |
| December Moon            | Morbid | 25 de Dezembro de 1987  |
| Dawn of the Black Hearts | Mayhem | 28 de Fevereiro de 1990 |
| Live in Leipzig          | Mayhem | 26 de Novembro de 1990  |
| Freezing Moon/Carnage    | Mayhem | 1990                    |
| Out from the Dark        | Mayhem | 1991                    |